# Города и земли искусств и истории (Франция)
Города и земли искусств и истории (фр. Villes et pays d’art et d’histoire) — французский государственный знак (фр.), который Министерство культуры Франции (фр.) присуждает с 1985 года городам и землям Франции, принявшим на себя обязательства заботиться и повышать значимость объектов культурного наследия, расположенных на их территории — недвижимых, природных, промышленных, а также архитектурных произведений. Этот государственный знак пришёл на смену знаку «Город-музей» (фр. Ville d’art), прекратившему своё существование в 2005 году.
Обязательства знака закрепляются трёхсторонним соглашением между Главным управлением культурного наследия (фр.), Региональным управлением культуры (фр., DRAC) и самим административно-территориальным образованием. Условия этого соглашения предполагают финансовую и технологическую поддержку со стороны министерства, а административно-территориальное образование обязуется пользоваться услугами квалифицированных специалистов, аккредитованных министерством (лекторы-гиды и хранители объектов наследия).
Образованный в 1995 году Национальный совет городов и земель искусств и истории участвует в определении общих направлений развития организации, выдвигает новых кандидатов на присвоение государственного знака, а также выступает с предложениями по отзыву знака в случае нарушения условий соглашения. Региональные управления культуры обеспечивают отражение выработанной политики развития в своих региональных планах. Они заботятся о том, чтобы новые проекты гармонично интегрировались в культурный ландшафт своих регионов.
По состоянию на 10 июля 2019 года насчитывалось 196 городов и земель искусств и истории, в числе которых были 124 города и 72 земли. В то же время во Франции насчитывается 97 охраняемых зон (фр.) и 610 зон защиты архитектурного и природного наследия (фр., ZPPAUP).